# Oregon Route 204
Az Oregon Route 204 (OR-204) egy oregoni állami országút, amely kelet–nyugati irányban a 11-es út westini csomópontjától a 82-es út elgini elágazásáig halad.
A szakasz Westin–Elgin Highway No. 330 néven is ismert.

## Leírás
A szakasz a 11-es út Athena és Milton–Freewater között fekvő csomópontánál kezdődik. A westoni kereszteződés után délkeletre fordul, majd Tollgate után délre halad. Az utolsó irányváltáskor a pálya Elgin felé keletre fordul, ahol a 82-es útba torkollik.